# Mihail Mihajlovics Bahtyin
Mihail Mihajlovics Bahtyin (cirill betűkkel: Михаил Михайлович Бахтин), (Oroszország, Orjol, 1895. november 17. – Szovjetunió, Moszkva, 1975. március 7.) orosz irodalomtudós, esztéta, a 20. század jelentős teoretikusainak egyike.

## Élete
Hatan voltak testvérek. Apja banktisztviselő volt, édesanyja kereskedőcsaládból származott. 1905–1907 között a Bahtyin-család Vilniusban, 1911–1913 között Odesszában élt; Mihail Bahtyin itt fejezte be a gimnáziumot, és kitüntetéssel érettségizett. 1913–1918 között végezte az egyetemet, először a Novorosszijszki (ma Odesszai) Egyetem, majd a Petrográdi Egyetem bölcsészkarának hallgatója volt, ahol 1918-ban szerzett diplomát történelem-filológia szakon. 1918-ban Nyevelbe (Vityebszki kormányzóság) költözött, ahol történelmet, szociológiát és orosz nyelvet tanított a helyi egységes munkaiskolában. Nyevelben hamarosan kialakult egy értelmiségi kör, a Nyeveli Kant-szeminárium, melynek tagjai V. Volosinov költő és zenetörténész, L. Pumpjanszkij filozófus és irodalomtörténész, M. Jugyina zongoraművész, B. Zubakin költő, szobrász, régész és M. Kagan filozófus. Ezeknek az értelmiségieknek egy része alkotta később a Bahtyin-kör néven ismert vityebszki csoportosulást is.
1919–1920 táján Bahtyin több nyilvános vitán vett részt, számos előadást tartott (például: Kereszténység és kritika, Friedrich Nietzsche viszonya a kereszténységhez, Leonardo da Vinci világnézete), irodalmi-művészeti tanfolyamot vezetett, sőt Pumpjanszkijjal együtt megrendezték Szophoklész Oidipusz Kolónoszban című tragédiáját is. 1919-ben jelent meg a nyeveli Gyeny iszkussztva című folyóiratban Művészet és felelősség című cikke, amely az egyetlen olyan írása Dosztojevszkij-könyve kiadásáig, mely a saját nevén jelenik meg.
1920 végén áttelepült Vityebszkbe, ahol a forradalom után pezsgő kulturális élet alakult ki: itt élt és dolgozott Marc Chagall, valamint a kor számos ismert művésze és értelmiségije, és itt alakult meg a Bahtyin-kör, amelyhez Pumpjanszkijon és Volosinovon kívül csatlakozik még Pavel Medvegyev irodalomtörténész és Ivan Szollertyinszkij zenetörténész is. Sorsa későbbi alakulása szempontjából említést érdemel, hogy 1921-ben csontvelőgyulladással kórházba került. Ugyanebben az évben feleségül vette Jelena Okolovicsot. Bahtyin munkásságának vityebszki periódusához a következő művek tartoznak: A tett filozófiájához, A szerző és a hős az esztétikai tevékenységben, Az erkölcsösség szubjektuma és a jog szubjektuma, melyeket csak jóval később – volt, amelyiket csak a filozófus halála után – adtak ki.
Bahtyinék 1924-ben Leningrádba költöztek, és külső munkatársként az Orosz Állami Művészettörténeti Intézetbe és a Lenizdat kiadóhoz került alkalmazásba. Ekkor tartott előadás-sorozatot A hős és a szerző a művészi alkotásban címmel. Barátai közé tartozik a már említett vityebszki körön kívül, melynek néhány tagja szintén áttelepült Leningrádba, I. Kanajev biológus, Ny. Konrád, Kelet-kutató és Konsztantyin Vaginov író.
Leningrádban megjelent művei: A tudományos salierizmus (1924, Medvegyev neve alatt), A társadalmiságon innen és túl (1925, Volosinov neve alatt), A modern vitalizmus (1926, I. Kanajev neve alatt), A szó az életben és a költészetben (1926, Volosinov neve alatt), A freudizmus című könyve (1927, Volosinov neve alatt), A formális módszer az irodalomtudományban. Kritikai bevezetés a szociológiai poétikába (1928, Medvegyev neve alatt).
1928. december 24-én a GPU „ellenforradalmi tevékenység” vádjával letartóztatta, mivel részt vett a Mejer-féle Feltámadás vallásfilozófiái kör ülésein, majd 1929-ben ötéves lágerbüntetésre ítélték a kiújult a csontvelőgyulladása miatt kórházban tartózkodó Bahtyint.
1929-ben jelent meg alapvető munkája Dosztojevszkijről (Dosztojevszkij poétikájának problémái). Ebben a nagy orosz író sajátos regénytípusának többszólamúságát tárta fel. Ugyanebben az évben Volosinov neve alatt adják ki Marxizmus és nyelvfilozófia című művét.
1930-ban barátai közbenjárására lágerbüntetést száműzetésre változtatták, így feleségével Kusztanajba (Kazahsztán) mehetett. Büntetése 1934-ben lejárt, de még két évig Kusztanajban maradt, és 1931–1936 között közgazdászként dolgozott. 1936-ban Szaranszkba költöztek, ahol Bahtyin a Mordvíniai Pedagógiai Főiskola Irodalmi Tanszékén kapott állást. Innen 1937 júliusában tanári munkájának „burzsoá objektivizmusa” miatt elbocsátották, ezért visszatért Kusztanajba. 1938-ra betegsége ismét kiújult, és egyik lábát amputálni kellett.
Életének további főbb eseményei:
1940: Előadást tart Moszkvában, a Szovjet Tudományos Akadémia Gorkij Világirodalmi Intézetében A szó a regényben címmel. Befejezi Rabelais-ról írott könyve, az általános esztétikai gondolkodásra nagy hatást gyakorló François Rabelais művészete, a középkor és a reneszánsz népi kultúrája (Творчество Франсуа Рабле и народная культура средневековья и ренесанса) munkálatait, melyben a modern irodalom, kultúra, és filozófia számos központi kategóriáját (például groteszk realizmus) definiálja. Ugyan ebben az évben írja a Szatíra című cikkét az Irodalmi Enciklopédia 10. kötete számára.
1941–1942: Előadást tart a Gorkij Világirodalmi Intézetben A regény mint irodalmi műfaj címen. Először Iljinszkoje (Kalinyini terület) falu iskolájában, majd Kimri város (Jaroszlavli terület) középiskolájában tanít orosz nyelvet és irodalmat, illetve német nyelvet.
1945: Visszahelyezik a Mordvinföldi Pedagógiai Főiskolára. Docensként a Világirodalmi Tanszék vezetője lesz.
1946: Moszkvában, a Gorkij Világirodalmi Intézetben Rabelais a realizmus történetében címen megvédi kandidátusi disszertációját. Noha opponensei javasolják a tudományok doktora cím odaítélését, a Tudományos Minősítő Bizottság csak a kandidátusi fokozatra tartja méltónak.
1947–1951: Regényelméleti kérdésekkel foglalkozik, rendszeresen fellép a helyi tudományos konferenciákon. Ez idő tájt egy nagyobb munkán is dolgozik, melynek címe: A reneszánsz korának burzsoá koncepciói. Foglalkozik a kínai irodalommal is, és folytatja műfajelméleti munkálatait.
1952–1953: A főiskolán bírálat éri idealizmusa miatt, de tanszékvezetői pozíciója megmarad. Megírja A dialógus és válfajai az irodalomban című cikkét. Csak 1952-ben kapja meg hivatalosan a kandidátusi fokozatot. Több cikket ír az irodalomoktatás módszertana köréből, számos előadást tart szakmai-ideológiai összejöveteleken. 1953-ban fejezi be Beszédműfajok problémája című munkáját.
1954–1959: Több cikken dolgozik egyszerre (A szó mint kép, Az irodalomelmélet kérdései a középiskolában, A tipikus problémája és jelentése, Az esztétikai kategóriák problémája stb.), folytatja oktatói tevékenységét, irodalomelméletből diákkört szervez.
1960–1962: Megismerkedik és szakmai érintkezésbe kerül „felfedezőivel”, Vagyim Kozsinovval, Szergej Bocsarovval és Georgij Gacsevvel, a moszkvai Gorkij Világirodalmi Intézet fiatal munkatársaival, akik meglátogatják Szaranszkban. 1961-ben nyugdíjba vonul. Átdolgozza és kibővíti Dosztojevszkij-könyvét a készülő új kiadás számára.
1963: Megjelenik a Dosztojevszkij poétikájának problémái című könyv átdolgozott és kibővített kiadása.
1965: Ebben az évben két Bahtyin-mű is napvilágot lát. Megjelenik a François Rabelais művészete, a középkor és a reneszánsz népi kultúrája című könyv és A szó a regényben cikk a Voproszi lityeraturi folyóiratban.
1966: A Mordvíniai Pedagógiai Főiskola tudományos munkássága alapján Lenin-díjra terjeszti fel, amelyet nem kap meg.
1967: Megjelenik A regénynyelv előtörténetéhez című munkája a főiskola Tudományos Közleményeiben. A Leningrádi Városi Bíróság rehabilitálja Bahtyint.
1969–1971: A Kreml Kórházában kezelik betegségét, majd ideiglenesen Klimovszkban, egy öregek otthonában lakik feleségével. 1970-ben megjelenik az Eposz és regény című munkája. Belép a Szovjet Írók Szövetségébe. A Mordóviai Egyetemen ünnepséget rendeznek 75. születésnapján, amelyen betegsége miatt nem tud részt venni. 1971. december 14-én meghal a felesége. Bahtyin a peregyelkinói Alkotóházba költözik.
1972: Megjelenik a Dosztojevszkij-könyv harmadik kiadása. Bahtyin szövetkezeti lakást kap Moszkvában.
1973: Megjelenik Szaranszkban jubileumi kötete, Az irodalom poétikájának és elméletének problémái. Szintén ebben az évben jelenik meg a Rabelais és Gogol. A szó művészete és a népi nevetéskultúra c. munkája.
1974: Két cikke lát napvilágot: Az idő és a tér a regényben, illetve A szó esztétikájához.

## Érintkezési pontok
A magyar irodalomban Bahtyin karneválelméletének legegyértelműbben Hamvas Béla Karnevál című regénye feleltethető meg.

## Főbb művei
- Dosztojevszkij poétikájának problémái, 1929
- François Rabelais művészete, a középkor és a reneszánsz népi kultúrája, 1965 (magyarul: Európa Kiadó, 1982)
- Az irodalom és az esztétika kérdései, 1975
- A szerző és a hős
- A szó az életben és a költészetben

### Magyarul
- A szó esztétikája (Válogatott tanulmányok) (válogatta és fordította Könczöl Csaba; A népi nevetéskultúra és a groteszk c. tanulmányt fordította Kőrösi József). Budapest : Gondolat, 1976. ISBN 963-280-395-7
- François Rabelais művészete, a középkor és a reneszánsz népi kultúrája (ford. Könczöl Csaba). Budapest : Európa, 1982. ISBN 963-07-3012-X
- A szó az életben és a költészetben (ford. Könczöl Csaba). Budapest : Európa, 1985. ISBN 963-07-3451-6
- A beszéd és a valóság (Filozófiai és beszédelméleti írások) (vál. és a jegyzeteket írta Könczöl Csaba; ford. Orosz István, Könczöl Csaba). Bratislava : Madách, 1986 és Budapest : Gondolat, 1986. ISBN 963-281-698-6
- Dosztojevszkij poétikájának problémái (ford. Könczöl Csaba, Szőke Katalin, Hetesi István és Horváth Géza). Budapest : Gond-Cura/Osiris, 2001. ISBN 963-389-142-6
- François Rabelais művészete, a középkor és a reneszánsz népi kultúrája ; Rabelais és Gogol : a szó művészete és a népi neveléskultúra ; Szatíra (ford. Könczöl Csaba, Raincsák Réka, szerk. és a jegyz. írta Szőke Katalin). Budapest : Osiris, 2002 (Sapientia humana sorozat) ISBN 963-389-191-4
- A szerző és a hős (ford. Patkós Éva). Budapest : Gond-Cura Alapítvány, 2004 (Gutenberg tér) ISBN 963-216-135-1